# Шишково (Луганская область)
Шишково (укр. Шишкове) — село, относится к Славяносербскому району Луганской области Украины. Под контролем самопровозглашённой Луганской Народной Республики.

## География
Соседние населённые пункты: сёла Крутая Гора и Жёлтое на западе, Раёвка на северо-западе, Весёлая Гора, Лиман, Светлое и Приветное на северо-востоке, Стукалова Балка на востоке, посёлок Металлист и город Луганск на юго-востоке, посёлок Тепличное на юге, город Александровск и село Земляное на юго-западе.

## Население
Население по переписи 2001 года составляло 267 человек.

## Общие сведения
Почтовый индекс — 93733. Телефонный код — 6473. Занимает площадь 0,53 км². Код КОАТУУ — 4424583913.

## Местный совет
93733, Луганская обл., Славяносербский р-н, пос. Металлист, ул. Ленина, 55